# Гомервил (Приморска Сена)
Гомервил (фр. Gommerville) насеље је и општина у северној Француској у региону Горња Нормандија, у департману Приморска Сена која припада префектури Авр.
По подацима из 2011. године у општини је живело 710 становника, а густина насељености је износила 96,08 становника/km². Општина се простире на површини од 7,39 km². Налази се на средњој надморској висини од 124 метара (максималној 134 m, а минималној 108 m).

## Демографија
| 1962. | 1968. | 1975. | 1982. | 1990. | 1999. | 2011. |
| ----- | ----- | ----- | ----- | ----- | ----- | ----- |
| 436   | 522   | 540   | 602   | 604   | 648   | 710   |

График промене броја становника у току последњих година